# Taern
Taern – Blut. Tod. Vergeltung. ist ein auf FlashAS2 basierendes MMORPG-Browserspiel, das zeitlich im Mittelalter spielt. Von Whitemoon entwickelt, ging die erste Version Dezember 2010 in Polen live und wurde dort zum beliebtesten Browserspiel. Seitdem ist Taern in weiteren Sprachen erschienen, unter anderem auch seit Juli 2014 in Deutsch.
Im Gegensatz zu anderen Spielen kehrt Taern zur klassischen isometrischen Spielansicht zurück und tritt komplett als zwei dimensionales Spiel auf.
Die Geschichte Taerns beginnt mit der Flucht des Helden aus seinem verwüsteten Heimatland in eines der Nachbarländer. Von dort aus sammelt er Verbündete, um seine Heimat von den Utorianern zurückzuerobern.
Für Geld ist es möglich, besondere Gegenstände zu kaufen, diese schaffen aber keinen extremen Vorteil im Spiel.

## Spielablauf
Nachdem man sich einen Account erstellt und eingeloggt hat, folgt ein kurzes Einleitungsvideo, welches die Geschichte des Spiels umreißt. Das Land Taern wurde von den feindlichen Utorianern überfallen und kann sich mangels militärischer Stärke nicht gegen die Angreifer zur Wehr setzen. Daher bleibt den Taerniern nur die Flucht nach Haligard, was den Start der Spielgeschichte darstellt.
Im Anschluss an das Video startet man mit einem Tutorial. Dieses erklärt, wie man sich im Spiel bewegt, die Bedienung des Interfaces, Interaktion mit Gegenständen, Questfortschritte und das rundenbasierte Kampfsystem.
Schritt für Schritt kämpft man sich durch die erste Quest, lernt die Familie des eigenen Charakters kennen und versucht diese vor den angreifenden Utorianern zu retten. Schon jetzt hat man die Möglichkeit, den Verlauf der Quest zu steuern, indem man zwischen dem Schutz eines NPCs oder der Warnung des nahe gelegenen Dorfes entscheidet.
Der Ausgang des Tutorials bleibt dennoch gleich: während der Flucht versucht man Taern per Schiff zu verlassen, wird aber von Angreifern überwältigt und kommt erst auf dem Schiff wieder zu sich. Auch hier wartet noch eine weitere Quest, die auf unterschiedlichem Weg gelöst werden kann. Das Tutorial endet, sobald man diese Quest abgeschlossen und damit den Hafen Haligards erreicht hat.
Ab diesem Punkt kann man sich relativ frei im Spiel bewegen, es ist allerdings empfehlenswert, den Hauptquests weiter zu folgen. Diese beschäftigen sich nun in vielen Teilabschnitten mit dem Kampf gegen Utor und der Rettung Taerns.

## Kernelemente des Spiels

### Charakter und Klassen
Taern stellt 7 Charakterklassen(wählbar in männlich oder weiblich) zum Spielen zur Verfügung. Diese können komplett individuell entwickelt und gespielt werden, da es keine typische Bindung bestimmter Ausrüstungsgegenstände an einzelne Charakterklassen gibt. Jede Charakterklasse besitzt neun einzigartige Talente mit sieben unterschiedlichen Talentstufen. Je höher eine Talentstufe ist, desto effektiver ist das Talent.
Das momentan maximal erreichbare Level für jeden Charakter in Taern ist Level 140. Ab Level 126 ist es möglich, alle individuellen Talente eines Charakters bis zur maximalen Stufe zu erlernen. Zwischen den Charakterklassen herrscht eine gute Balance, keine Klasse sticht durch massive Überlegenheit gegenüber allen anderen hervor und innerhalb einer Spielgruppe ergänzen sich die unterschiedlichen Klassen sehr gut.

#### Druiden
Die Druiden sind die Heiler im Spiel. Sie sind sehr wichtig, wenn es darum geht starke Gegner (ob nun einzelne oder eine Gruppe) zu besiegen. Die Druiden besitzen viele Talente mit denen sie einzelne Gruppenmitglieder oder die gesamte Gruppe stärken und heilen können. Neben ihren unterstützenden Fähigkeiten, besitzen sie aber auch einige Angriffe. Diese richtig eingesetzt, können sie Gegner festsetzen und ihre Angriffe blockieren. Aber nicht nur in der Gruppe sind Druiden starke Kämpfer. Haben sie erst einmal ein bestimmtes Level erreicht, können sie auch als Einzelkämpfer sehr mächtig werden.

#### Barbaren
Die Barbaren teilen viel Schaden aus und haben eine starke Verteidigung. Auch sie besitzen Talente, mit denen sie ihre Gruppe stärken können. Sie sind mehr auf Nahkampf ausgelegt und schwingen in den meisten Fällen Zweihandwaffen. Sie legen nicht unbedingt viel Wert auf Taktik, sondern schlagen fest zu, daher liegen ihre Gegner auch meist nach zwei oder drei Treffern am Boden. Der Schutz anderer Gruppenmitglieder ist ihnen möglich, aber hat nicht immer die höchste Priorität. Barbaren sind schon zu Beginn ihrer Lebenszeit durchaus wehrhafte Kämpfer.

#### Ritter
Die Ritter sind den Druiden nicht unähnlich und unterstützen ihre Gruppe stark. Sie haben viele Talente um ihre Gruppenmitglieder zu schützen, ihre Angriffe zu verstärken, aber auch solche, die ihre Gegner schwächen. Als Bollwerk können sie Angriffe auf sich lenken und einen Teil des Schadens abblocken. Wenn nötig, können sie allerdings auch mit ihren wenigen, dafür aber starken Angriffen selbst zuschlagen. Die Ritter sind Taktiker, die sich ihre Gegner zurechtlegen, um sie im Kampf besiegen zu können. Erst in der Gruppe kann ein Ritter seine Talente voll entfalten. Auch die Ritter sind nahkampforientiert.

#### Renshi
Die Renshis sind ebenso wie die Barbaren gut im Schaden austeilen, haben aber eine schwächere Verteidigung. Sie sind flinke Kämpfer, die mit einem Gemisch aus Nah- und Fernkampf ihr Gegner bedrängen. Auch bei ihnen steht die Unterstützung der Gruppe nicht an erster Stelle, dennoch besitzen sie ein Talent um andere Kämpfer zu unterstützen. Sie schaden ihren Gegnern nicht nur durch bloße Kraft und massiven Schaden, sondern verringern auch deren Fähigkeiten von Angriff und Verteidigung.

#### Voodoopriester
Die Voodoopriester besitzen nur zwei Angriffe, die wirklich stark sind. Ihre restlichen Talente setzen sie dazu ein, ihre Gegner bei ihren Angriffen zu blockieren, ihre Verteidigung zu senken und sie langsam aber sicher vom Reich der Lebenden in das der Toten zu befördern. Voodoopriester besitzen keine Talente, um eine Gruppe zu unterstützen, dafür genug, um ihre Gegner einzeln oder zu mehreren zu schwächen. Sie sind die einzige Klasse, die bei akuter Mana-Not zum Gegner gehen, und diesem das benötigte Mana entziehen können.

#### Bogenschütze
Die Bogenschützen sind mit einigen starken Angriffen ausgestattet, die in vielen Fällen auch noch zusätzliche, negative Einflüsse bei ihren Gegnern entfalten und diese auf die ein oder andere Weise schwächen. Dazu kommt noch ein Flächenangriff, der gleich mehrere Gegner trifft und schädigt. Der Nachteil dieser Batterie an Angriffen ist, dass die Bogenschützen nur wenige Buffs und kaum Talente zur Unterstützung der Gruppe vorzuweisen haben. Besonders überraschend sind oft die Nahkampfangriffe, die die Bogenschützen zur Verwirrung des Gegners öfter durchführen.

#### Feuermagier
Die Feuermagier besitzen einige starke Angriffe, welche sie mit ihren Fähigkeiten, Gegner für Feuer anfällig zu machen, wunderbar kombinieren können. Auch sie sind gute Begleiter für eine Gruppe, denn sie zeichnen sich vor allem durch ihre Flächenangriffe aus, mit denen sie gleich mehreren Gegnern Schaden zufügen können. Sie besitzen keine Talente, um ihre Gruppenmitglieder wirklich stark zu unterstützen, es sei denn, ihre Gruppe besteht nur aus Feuermagiern. Auch die Feuermagier können mit einer Mischung aus Fern- und Nahkampf angreifen. Sie sind auch die einzige Charaktergruppe, die auf Nahkampfangriffe von Gegnern mit deren Verbrennung reagieren kann.

### Quest und Aufträge
Neben der sehr umfangreichen Liste an Quests, bestehend aus einer Hauptquestreihe und vielen, davon unabhängigen Nebenquests, gibt es Aufträge, die immer wieder nach Ablauf einer Wartezeit erfüllt werden können. Diese bringen zumeist Gold, Erfahrungspunkte, Ansehen, Ehre oder Rohstoffe als Belohnung mit. Die Hauptquests werden mit dem Tutorial begonnen und durch die Geschichte des Spiels eingeleitet. Sie ziehen sich durch den gesamten unteren Levelbereich und können unterschiedliche Verläufe nehmen, abhängig davon, wie man sich als Spieler an bestimmten Punkten der Quests entscheidet.
Nahezu alle Quests in Taern sind non-linear, der Verlauf kann also vom Spieler selbst bestimmt werden. Falsche Entscheidungen können dazu führen, dass eine Folgequest dauerhaft blockiert wird und die Belohnung für das erfüllen der jeweiligen Quest geringer ausfällt. Ebenso kann man mit richtigen Entscheidungen weitere Quests freischalten und sogar das Ansehen des Charakters in der (NPC)-Gesellschaft verbessern.

### Gilden
Taern bietet ein sehr umfangreiches Gildensystem, welches nicht nur eine feste Gruppierung von Spielern darstellt, sondern durch Gildengebäude unterschiedliche Boni innerhalb des Spiels für alle Mitglieder einer Gilde bietet.
Die Gründung einer Gilde ist erst ab Level 30 und nach Abschluss einer Questreihe möglich. In ihrer Grundform kann eine Gilde bis zu 10 Spieler als Mitglieder aufnehmen. Innerhalb der Gilde existieren unterschiedliche Ränge mit Rechten zur Gildenleitung.
Durch das Sammeln von Ansehen, Ehre, Gold und Rohstoffen kann ein Gildengrundstück für den Bau von Gildengebäuden erworben werden. Die unterschiedlichen Gildengebäude bieten verschiedene Arten von Boni, wie dem schnellenren Rohstoffabbau, Haltung von Kampfgefährten, Teleport an bestimmte Orte und vieles mehr.

### Kampfsystem und Kampf
Die Kämpfe in Taern, egal ob Spieler gegen Spieler oder Spieler gegen Monster, werden als Gruppe bestritten, wobei die minimale Gruppengröße ein Spieler ist. Jeder Kampf läuft rundenbasiert zwischen zwei Gruppen ab. Pro Runde haben beide Gruppen 10 Sekunden Zeit, ihre Strategie bestehend aus Angriffen und Verteidigung festzulegen. Dies kann entweder ganz individuell oder per vordefinierter Strategie geschehen. Ein Kampf dauert so lange, bis alle Teilnehmer einer Gruppe besiegt wurden.
Zur Einstellung der Kampfstrategie stehen im Normalfall 12 Aktionspunkte zur Verfügung, diese können beliebig auf bis zu 5 Angriffe oder die drei Arten der Verteidigung (Physisch, Fernkampf, Mental) gesetzt werden. Je mehr Aktionspunkte auf Angriffe und Verteidigung gesetzt werden, umso größer ist die Chance, mit einem Angriff zu treffen oder ihm zu entgehen. Die Anzahl der Aktionspunkte kann durch die Nutzung bestimmter Buffs oder Debuffs vorübergehend erhöht oder verringert werden.
[video kampf einbinden - hallo youtube!]
Stirbt man im Kampf, verliert man mindestens Erfahrungspunkte und Gold, in seltenen Fällen auch Gegenstände aus dem Inventar. Dabei ist es egal, ob man gegen NPCs oder andere Spieler verliert. Ebenso kann man im Kampf gegen Monster oder Spieler, Erfahrung, Gold und Gegenstände gewinnen.
Der Kampf gegen Monster ist überall möglich, Kämpfe Spieler gegen Spieler können nur in bestimmten, dafür gekennzeichneten Bereichen der Spielwelt ausgetragen werden. Abhängig vom Kampfbereich, ist es möglich aus einem Kampf zu fliehen oder nicht.

### Spielwelt
Die Spielwelt setzt sich aus einzelnen, unterschiedlich großen Karten zusammen. Jede Karte hat mindestens einen Übergang zu einer anderen Karte, die meisten davon frei zugänglich. Auf vielen Karten können Rohstoffe zur Herstellung bestimmter Gegenstände an bestimmten Orten abgebaut werden.
Neben den normalen Karten gibt es auch verschiedene Formen von Instanzen, die entweder als Einzelspieler oder auch als Gruppe betreten werden können. Abhängig von der Instanz sind die Eintrittsbedingungen und der Schwierigkeitsgrad der darin befindlichen Gegner. In jeder Instanz ist ein Bossmonster zu finden, welches besiegt werden muss, um die Instanz lebend zu verlassen.
Momentan gibt es sechs große Bereiche oder Länder in der Welt von Taern, in jedem dieser Länder herrscht eine etwas andere Spielatmosphäre, bedingt durch ein eigenes Klima, ganz eigene Monster und Einwohner.

## Ausrüstungssystem
Neben der sehr großen Spielwelt bietet Taern auch eine Fülle (weit über 200) von unterschiedlichsten Gegnern, teils menschlich, teils Fabelwesen. Noch umfangreicher ist der Bestand an Gegenständen im Spiel. Eine weite Palette von Rohstoffen zur Herstellung weiterer Gegenstände wird nur vom Ausrüstungssystem übertroffen.
Jedes Ausrüstungsteil besitzt einen Namen, aus zwei Teilen bestehend. Diese geben die Grundboni auf dem Ausrüstungsteil an. Die Höhe der Boni ist dabei abhängig vom Level des Gegenstandes. Der Charakter muss bestimmte Anforderungen erfüllen, um die Ausrüstung nutzen zu können. Diese Anforderung besteht in den meisten Fällen im Level des Charakters und einem Mindestwert einer der Statuswerte Stärke, Weisheit, Geisteskraft oder Geschick. Nur wenige Gegenstände sind wirklich klassenspezifisch.
Die Ausrüstungsteile in Taern können gedroppt oder bei Händlern erworben werden. Die Händler wechseln automatisch in bestimmten Zeitabständen ihr Angebot. Dabei werden die Ausrüstungsteile im Angebot zufällig neu erstellt, sodass es zu immer neuen und somit sehr individuellen Kombinationen von Boni auf Ausrüstungsteilen kommen kann.
Kauft man Ausrüstungsteile bei einem Händler, so werden sie an den Charakter gebunden und können nicht mehr gehandelt oder von anderen Charakteren genutzt werden. Der einzige Weg, ungebundene Gegenstände zu erhalten, ist sie im Kampf zu droppen oder von anderen Spielern zu erhandeln.
Viele Ausrüstungsteile, die man im Kampf droppt, sind beschädigt. Repariert man sie bei einem Händler, führt auch das zu einer dauerhaften Bindung des Gegenstandes an den Charakter.

## Begleiter
Da Taern ein ausgemachtes Gruppenspiel ist, aber nicht immer andere Mitspieler zur Verfügung stehen, gibt es Gefährten. Das sind verschiedene Wesen, die einen Spieler im Kampf unterstützen können. Sie unterscheiden sich in Art, Level, Fähigkeiten und Preis.
Viele der Gefährten können gegen eine oder zwei der Spielwährungen bei NPCs gekauft werden, wenn die Bedingungen zum Kauf erfüllt sind.
Es werden grundsätzlich zwei Arten von Gefährten unterschieden: Erfahrung sammelnde Gefährten und "einmalige" Gefährten.
Die erste Gruppe sammelt bei einem gewonnenen Kampf wie auch der Charakter Erfahrung, kann somit im Level aufsteigen und die eigenen Statuswerte ausbauen. Ebenso sind diese Begleiter in der Lage, spezielle Gefährtenausrüstung anzulegen. Sterben sie, so verlieren sie einen Teil der gesammelten Erfahrung, werden aber niemals ein komplettes Level verlieren. Legt man einem solchen Begleiter ein Ausrüstungsteil an, so wird auch dieses an den Charakter und den entsprechenden Begleiter gebunden.
Die zweite Gruppe der Gefährten sammelt keine Erfahrungspunkte und besitzt ein festes Level. Stirbt ein solcher Gefährte, so verliert er keine Erfahrung oder sein Level. Diese Art der Gefährten kann keine Ausrüstung tragen.
Eine weitere Gruppe an Gefährten wird erst durch den Ausbau von Gilden verfügbar, für diese gelten die gleichen Regeln.
Im Gegensatz zum maximalen Charakter Level, können Gefährten nur Level 90 erreichen und sammeln dann keine weitere Erfahrung mehr. Ein Charakter kann mehrere Gefährten besitzen, aber immer nur einen mit sich führen. Möchte man den Gefährten wechseln, so muss man zu dem Ort oder NPC gehen, der diesen Gefährten verkauft.
Abschließend ist es auch möglich, sich besondere Gefährten zu bauen. Hierfür müssen einige Bestandteile des Gefährten erst produziert werden. Zusätzlich wird eine Rezeptur zur Herstellung des Gefährten benötigt.

## Spielwährungen
In Taern gibt es vier Spielwährungen, wobei Gold, Kaisertaler und Silberlinge die gebräuchlichsten sind. Die vierte Währung, Vorling-Dukaten, ist erst erhältlich, sobald man Beirn erreicht hat und kann auch nur dort eingesetzt werden. In diesem Land kann man sie durch das Erfüllen von Aufträgen und Droppen von Monstern erhalten und zum Handeln nutzen.
Gold ist die gebräuchlichste Währung in Taern und kann durch Questen, Monster töten, Handel und das Erfüllen von Aufträgen gesammelt werden. Zusätzlich gibt es Bereiche im Spiel, in denen wertvolle Gegenstände hergestellt und anschließend abhängig von der Tageszeit mehr oder weniger gewinnbringend an bestimmte NPCs verkauft werden können. Diese besonderen Bereiche sind Kampfgebiete, es ist also möglich um die Nutzung der Bereiche zu kämpfen.
Silberlinge stellen die Cashwährung in Taern dar, also für Geld zu kaufen. Mit Silberlingen kann man sich kleine Vorteile zum Spielen kaufen, allerdings sind diese Vorteile nicht spielentscheidend. Silberlinge können auch ohne Kauf erhalten werden. Für das Erreichen bestimmter Level, wird dem Spieler eine kleine Summe an Silberlingen gut geschrieben, die ihm frei zur Verfügung stehen.
Kaisertaler kann man entweder gegen Gold eintauschen oder für Silberlinge kaufen. Mit Kaisertalern ist es möglich, die Teleportfunktion innerhalb des Spiels zu nutzen und so schnell weite Strecken zurück zu legen. Ebenso sind die "einmaligen" Gefährten für Kaisertaler erhältlich, können also komplett ohne den Einsatz von echtem Geld erworben werden.